# Андреј Семјонов
Андреј Сергејевич Семјонов (рус. Андрей Сергеевич Семёнов; Москва, 24. март 1989) професионални је руски фудбалер који игра у одбрани на позицији центархалфа. Целокупну играчку каријеру провео је у руским клубовима, а од 2014. игра за екипу Ахмата (раније познатог као Терек) из Грозног у Руској премијер лиги. Члан је репрезентације Русије.

## Клупска каријера
Семјонов је професионалну каријеру започео 2008. играјући у другој дивизији за екипу Сокола из Саратова, за чији први тим је одиграо тек седам утакмица. Потом прелази у екипу Истре из истоименог руског града за који је одиграо 17 утакмица. У нижелигашким такмичењима је наступао све до сезоне 2012/13. коју је провео играјући у премијерлигашу Амкару из Перма, а за нови клуб је дебитовао у утакмици шеснаестине финала купа Русије против СКА енергије из Хабаровска. Дебитантски меч у најјачој фудбалској лиги Русије одиграо је 26. новембра 2012. против Анжија из Махачкале, а на истој утакмици постигао је и свој први погодак. 
У фебруару 2014. преалзи у редове премијерлигаша Терека са којим потписује вишегодишњи професионални уговор.

## Репрезентативна каријера
Дебитантски наступ у дресу репрезентације Русије остварио је у пријатељској утакмици против селекције Норвешке играној 21. маја 2014. године.
Семјонов се налазио на списку од 23 играча за Светско првенство 2014. у Бразилу, али није наступио ни на једној од такмичаских утакмица на првенству. Селектор Станислав Черчесов уврстио га је на коначни списак играча за Светско првенство 2018. чији домаћин је била управо Русија.